# Trogleubelum tenebrarum
Trogleubelum tenebrarum är en kräftdjursart som först beskrevs av Van Name 1920.  Trogleubelum tenebrarum ingår i släktet Trogleubelum och familjen Eubelidae. Inga underarter finns listade i Catalogue of Life.